# Mathias Ranégie
Mathias Ranégie (ur. 14 czerwca 1984 w Göteborgu) – szwedzki piłkarz pochodzenia francuskiego występujący na pozycji napastnika w BK Häcken.

## Kariera klubowa
Ranégie karierę rozpoczynał jako junior w klubach Masthuggets BK oraz francuskim Levallois SC. W 2005 roku powrócił do Szwecji, gdzie został graczem zespołu Majornas BK. W 2006 roku trafił do Lärje-Angereds IF, a w 2007 roku podpisał kontrakt z IFK Göteborg. W Allsvenskan zadebiutował 6 kwietnia 2007 roku w zremisowanym 1:1 meczu z Trelleborgiem. W tym samym roku Ranégie zdobył z zespołem mistrzostwo Szwecji. 12 kwietnia 2008 roku w wygranym 4:0 spotkaniu z IFK Norrköping strzelił pierwszego gola w trakcie gry w Allsvenskan. Również w 2008 roku wygrał z drużyną rozgrywki Pucharu Szwecji oraz Superpucharu Szwecji. Grał także na wypożyczeniu w holenderskim Go Ahead.
W 2009 roku Ranégie przeszedł do BK Häcken z Allsvenskan. Pierwszy ligowy w jego barwach zaliczył 4 kwietnia 2009 roku przeciwko Malmö FF (0:1). W latach 2011–2012 grał w Malmö FF, a latem 2012 przeszedł do Udinese Calcio. W 2014 trafił do Watfordu, z którego wypożyczano go do Millwall, Dalian A’erbin, Djurgårdens IF i Udinese Calcio.

## Kariera reprezentacyjna
W reprezentacji Szwecji Ranégie zadebiutował 20 stycznia 2010 roku w wygranym 1:0 towarzyskim meczu z Omanem. 23 stycznia 2010 roku w zremisowanym 1:1 towarzyskim spotkaniu z Syrią strzelił pierwszego gola w drużynie narodowej.